# Sergiolus columbianus
Sergiolus columbianus är en spindelart som först beskrevs av James Henry Emerton 1917.  Sergiolus columbianus ingår i släktet Sergiolus och familjen plattbuksspindlar. Inga underarter finns listade i Catalogue of Life.